# Moleqie He
Moleqie He (kinesiska: 莫勒切河) är ett vattendrag i Kina. Det ligger i den autonoma regionen Xinjiang, i den nordvästra delen av landet, omkring 770 kilometer söder om regionhuvudstaden Ürümqi.
Genomsnittlig årsnederbörd är 55 millimeter. Den regnigaste månaden är juni, med i genomsnitt 20 mm nederbörd, och den torraste är april, med 1 mm nederbörd.